# 高見進
高見 進（たかみ すすむ、1948年4月30日 - ）は、日本の法学者。専門は民事訴訟法。北海道大学名誉教授。

## 来歴
1948年4月30日、兵庫県伊丹市生まれ。1971年、東京大学法学部卒業。1972年、司法試験合格。1973年、東京大学大学院法学政治学研究科修士課程民刑事法専攻修了。
1973年、東京大学法学部助手。1975年、北海道大学法学部助教授。1985年、北海道大学法学部教授。2000年、北海道大学大学院法学研究科教授。2004年、北海道大学法科大学院教授。2012年、北海道大学法科大学院特任教授。2013年、定年退職。札幌大学地域共創学群非常勤講師（2016年まで）。

## 研究領域
専門は民事訴訟法。特に、証明の程度。仮の権利保護。訴訟、調停、仲裁等紛争解決手段の機能分担。企業倒産における権利者の処遇。当事者論などを研究。

## 主な業績
- 高見進「白地手形による手形金請求を棄却する判決の既判力(最判昭和57.3.30)」『判例時報』第1061号、判例時報社、1983年2月、192-198頁、doi:10.11501/2795072、ISSN 04385888、NAID 40003198461。
- 高見進「民事訴訟法改正のゆくえ：国民に利用しやすく,分かりやすい民事訴訟を(現代の視点)」『法学セミナー』第452号、日本評論社、1992年8月、20-24頁、ISSN 04393295、NAID 40004892549。
- 瀬川信久編『北大法学部ライブラリー(2)私法学の再構築』（北海道大学図書刊行会, 1999年）
- 『訴訟継承と同時審判』（民事訴訟雑誌 48号, 29-45, 2002年）
- 鎌田薫, 加藤新太郎, 須藤典明, 中田裕康, 三木浩一, 大村敦志編『担保物権・債権総論(民事法2)』（分担執筆, 日本評論社, 2005年初版, 2010年第2版）
- 伊藤眞、高橋宏志、高田裕成、山本弘、松下淳一「一部の債権による相殺の抗弁と判決の効力」『民事手続法学の新たな地平 : 青山善充先生 古稀祝賀論文集』有斐閣、2009年。ISBN 978-4641135383。 NCID BA89861639。
- 高見進「複合的契約の濫用と強制執行上の問題 : 第三者異議の訴えと法人格否認に関する近時の最高裁判決を手掛かりに」『北大法学論集』第60巻第6号、北海道大学大学院法学研究科、2010年、1778-1754頁、ISSN 03855953、NAID 120002063209。